# Kim Iwanowitsch Buchanzow
Kim Iwanowitsch Buchanzow (russisch Ким Иванович Буханцов, engl. Transkription Kim Bukhantsov; * 25. November 1931 in Kasanskaja, Oblast Rostow) ist ein ehemaliger sowjetischer Diskuswerfer.
1956 wurde er Zwölfter bei den Olympischen Spielen in Melbourne und 1958 Vierter bei den Leichtathletik-Europameisterschaften in Stockholm. 
Einem achten Platz bei den Olympischen Spielen 1960 in Rom folgte ein neunter bei den Olympischen Spielen 1964 in Tokio.
1958 und 1963 wurde er Sowjetischer Meister. Seine persönliche Bestleistung von 59,47 m stellte er am 1. Mai 1962 in Lesselidse auf.